# Jan Marijnissen
Johannes Guillaume Christianus Andreas (Jan) Marijnissen (Oss, 8 oktober 1952) is een Nederlands oud-politicus. Hij was van 1994 tot 2010 lid van de Tweede Kamer der Staten-Generaal namens de Socialistische Partij. Van 1988 tot 2015 was hij partijvoorzitter van de SP en van 1994 tot 2008 was hij fractievoorzitter in het parlement en de politiek leider van zijn partij.

## Levensloop

### Jeugd
Marijnissen werd geboren als jongste van de vier kinderen in het katholieke gezin van een gemeenteambtenaar. Zijn vader overleed aan een hartinfarct toen Marijnissen tien jaar oud was. Omdat zijn moeder de zorg voor vier kinderen, van wie één met het syndroom van Down, niet aankon, werd hij in 1963 naar de kostschool (Carmellyceum) van de Paters Carmelieten in Oldenzaal gestuurd. Hier was Marijnissen een klasgenoot van Henk Kamp, een latere collega in de Tweede Kamer. Vanaf 1964 zat hij op het gymnasium Bernrode in Heeswijk. Na twee jaar verliet hij deze school en keerde hij terug naar Oss, om daar de hbs te doen op het Titus Brandsma Lyceum. Na het voortijdig verlaten van het middelbaar onderwijs was hij werkzaam als fabrieksarbeider, eerst in een ijsfabriek en later bij Zwanenberg in Oss. Van 1974 tot 1985 was Marijnissen werkzaam als lasser in de metaalindustrie.

### Politiek activisme
Op Bernrode verloor Marijnissen zijn katholieke geloof, naar eigen zeggen vanwege de lijdensvraag. Op de hbs raakte hij geïnteresseerd in filosofie en linkse politiek. Hij las Marx, Freud en Marcuse en sloot zich aan bij de maoïstische vleugel van de protestbeweging. In 1971 werd hij gekozen in het bestuur van de Kommunistiese Partij Nederland/Marxisties Leninisties (KPN/ML), een afsplitsing van de Kommunistiese Eenheidsbeweging Nederland (KEN). In oktober 1972 werd de naam van deze partij gewijzigd in Socialistiese Partij.
Nadat er in 1973 een wilde staking ontstond bij tapijtenfabriek Bergoss, nam Marijnissen ontslag bij Zwanenberg om zich volledig op het activisme en de partij te werpen. In 1974 boekte zijn partij een succes in de gemeente Oss, waar ze met drie zetels in de gemeenteraad kwam. In augustus 1976 kwam Marijnissen tussentijds in de raad, als opvolger van een afgetreden partijgenoot. Hij was op dat moment met 23 jaar het jongste raadslid van Nederland en zou raadslid blijven tot 1993, toen hij zich volledig ging richten op een landelijke doorbraak. In de raad liet Marijnissen zich met name in de eerste jaren weinig zien en richtte hij zich voornamelijk op het buitenparlementair activisme. Halverwege de jaren tachtig werd Marijnissen door zijn vriend Tiny Kox naar het landelijk partijkantoor gehaald, waar hij lid werd van het bestuur en bezoldigd medewerker van de partij. Na de dood van partijleider Daan Monjé in oktober 1986 werd de macht van Kox en Marijnissen binnen de partij ras groter. In januari 1988 volgde Marijnissen oudgediende Hans van Hooft op als voorzitter van de SP.
Inmiddels was Marijnissen tevens lid geworden van de Provinciale Staten van Noord-Brabant. Op landelijk niveau spande hij zich in de SP te moderniseren en ogenschijnlijk te ontdoen van het laatste maoïstische en marxistische vertoon. Bij de Tweede Kamerverkiezingen 1989 was hij voor het eerst lijsttrekker van de SP. De partij voerde een voor een kleine partij grote verkiezingscampagne, maar haalde de kiesdrempel desondanks niet. In de periode tot aan de volgende verkiezingen (in 1994) werd onder leiding van Marijnissen vervolgens hard aan de landelijke bekendheid gewerkt en werd aan het partijapparaat meer structuur gegeven.

### In de Tweede Kamer
Bij de Tweede Kamerverkiezingen 1994 is Marijnissen opnieuw lijsttrekker, en dit keer komt de SP voor het eerst in haar bestaan in het parlement, met twee zetels. Marijnissen wordt fractievoorzitter; Remi Poppe is het andere SP-Kamerlid. Onder de leiding van Marijnissen groeit de SP in de Tweede Kamer naar vijf zetels in 1998, negen zetels bij de verkiezingen van 2002 en 2003, en 25 zetels in 2006. Ook de gemeenteraadsverkiezingen van 2006 leveren forse winst op.
Na de verkiezingen van 2003 ontstaat een conflict tussen Marijnissen en SP-Kamerlid Ali Lazrak, als deze laatste tegen gemaakte afspraken in besluit om zich niet langer te houden aan de regeling die stelt dat alle SP-volksvertegenwoordigers een deel van hun salaris afdragen. Nadat dit Kamerlid Marijnissen beschuldigt van dictatoriaal optreden en een bemiddelingspoging mislukt, verlaat Lazrak de fractie op 2 februari 2004.
In 2007 deed Marijnissen stof opwaaien met zijn opmerking dat het "een dikke extra plus" zou zijn wanneer de PvdA-politici Aboutaleb en Albayrak er voor zouden kiezen om hun buitenlandse paspoorten in te leveren.
Marijnissens gezondheid nam intussen af. In 2005 was hij enige maanden afwezig uit de Kamer vanwege een hernia. Agnes Kant vervulde (op dat moment tijdelijk) het fractievoorzitterschap en Harry van Bommel was woordvoerder van de SP-campagne tegen de Europese Grondwet. Op dinsdag 17 juni 2008 maakte Marijnissen bekend om gezondheidsredenen definitief te stoppen als fractievoorzitter van de SP. Hij bleef wel Kamerlid en landelijk partijvoorzitter. Agnes Kant volgde hem op als fractievoorzitter. Op 20 maart 2010 maakte de SP bekend dat Marijnissen niet verkiesbaar is voor de Tweede Kamerverkiezingen van 9 juni dat jaar. Op zijn laatste dag als Kamerlid, op 16 juni 2010, kreeg hij een staande ovatie van de overige leden. Op 28 november 2015 trad hij als partijvoorzitter af tijdens het SP-partijcongres in Maarssen.

## Politieke stijl

### Kritiek op leiderschapsstijl
Marijnissens politieke stijl en manier van leiding geven worden door Daniel Finn in New Left Review gekarakteriseerd als "effectief en charismatisch", hoewel ook "dominant [overbearing] en ongeduldig jegens meningsverschillen binnen de partij" (terwijl opvolger Emile Roemer een wat "relaxtere" houding inzake partijdiscipline zou hebben).
Binnen de SP is Marijnissen regelmatig bekritiseerd vanwege de autoritaire stijl die hij zou hanteren. Zo bleven de beelden van een documentaire uit 2003 waarin Agnes Kant door Marijnissen de les werd gelezen haar achtervolgen toen zij hem later opvolgde. Johan van den Hout, gedeputeerde in Noord-Brabant, hekelde in 2015 de "onaangename manier" waarop Marijnissen met partijleden omging. Het tijdschrift HP/De Tijd publiceerde in november 2007 een verhaal onder de kop De lange arm van Jan Marijnissen, waarin een tiental (ex)-SP-ers de communicatiestijl van Marijnissen bekritiseerden.
In de tweede helft van 2017 verscheen een boek van het op dat moment al gestopte Tweede Kamerlid Sharon Gesthuizen met als titel Schoonheid, macht, liefde in het leven en de politiek. Daarin zet zij Marijnissen neer als iemand die collega's afblafte, vergaderingen domineerde en geen tegenspraak duldde. Farshad Bashir, in dezelfde periode Kamerlid namens de SP, noemde de kritiek van Gesthuizen "nog mild". Harry van Bommel die 20 jaar namens de socialisten in de Kamer zat, noemde het een "eerlijk boek" en gaf aan de kritiek wel te herkennen.

### Taalgebruik
Marijnissen zorgde herhaaldelijk voor opschudding door zijn taalgebruik in de Tweede Kamer. Beroemd werden de woorden "even dimmen" die hij in oktober 1997 tegen toenmalig waarnemend Kamervoorzitter Frans Weisglas sprak. Nadat Marijnissen in een langdurig debat over het 'tentasiel' al drie uur had gezwegen, wilde hij interrumperen. De voorzitter maande hem het kort te houden gezien de sterke uitloop van het debat. Marijnissen voelde zich onheus bejegend en riep: "Even dimmen, ja, even dimmen." Toen Weisglas hem vroeg deze woorden terug te nemen antwoordde Marijnissen "dat ben ik absoluut niet van plan", waarop Weisglas reageerde met "waarvan akte". Marijnissen mocht hierop alsnog interrumperen.
Kort daarop, in december 1997, tartte hij wederom het gezag van de Kamervoorzitter. In een spoeddebat met de minister van volksgezondheid Els Borst over de varkenspestuitbraak, deed zich een dergelijk incident voor. Op een waarschuwing van Kamervoorzitter Piet Bukman dat hij hem het woord zou ontnemen, reageerde Marijnissen met "dat maak ik zelf wel uit". Evenals Weisglas nam Bukman daar slechts notie van. Middels een ingezonden stuk in Trouw lichtte Marijnissen toe, na een verwijzing naar het  'even dimmen' -incident: "In het debat (...) werd ik wederom reeds bij mijn eerste interruptie door de voorzitter gekapitteld. Bij het uitspreken van mijn tweede zin ontnam hij mij het woord. Hij was het niet eens met de inhoud van mijn opmerking, hoewel die alles te maken had met het verloop van het debat tot dan toe. Echter, indien een Kamerlid binnen de orde iets wil opmerken en hij krijgt daar toestemming voor, is het Kamerlid vervolgens zelf verantwoordelijk voor de inhoud van zijn opmerking. Een voorzitter die zich ook gaat bemoeien met de inhoud van een inbreng gaat echt te ver. Toen ik zei "Dat maak ik zelf wel uit' sloeg dat dan ook op mijn vrijheid in te brengen wat ik zelf wil en niet op de vrijheid te mogen interrumperen of niet.".
Toen hij om zijn onomwonden taalgebruik ruime bekendheid had verworven werden de gevleugelde woorden  'effe dimmen'  de hoofdtitel van zijn tweede boek als Kamerlid, dat verscheen in maart 1998. Het leverde hem evenwel ook een reputatie van  'provocateur'  op. In Effe Dimmen! deed hij verslag van zijn ervaringen als nieuweling in Den Haag. De consternatie over zijn taalgebruik vond hij blijkens een interview exemplarisch voor de Haagse politieke mores en codes die zozeer afwijken van wat in de rest van het land gebruikelijk is.
In mei 2009 raakte Marijnissen opnieuw in opspraak wegens onparlementair taalgebruik in de Tweede Kamer. Hij schoffeerde de minister van Ontwikkelingssamenwerking Bert Koenders door hem een "flapdrol" te noemen. Dat riep hij vanuit de bankjes driemaal achtereen tijdens het vragenuurtje terwijl Koenders aan het woord was. Aanleiding zou zijn geweest de volgens hem "hooghartige manier" waarop Koenders weigerde de vraag te beantwoorden van SP'er Ewout Irrgang of de minister niet "een beetje de rol van burgemeester in oorlogstijd" vervulde omdat Nederland voorstellen zou afzwakken die arme landen meer invloed moeten geven in het "meepraten over de aanpak van het sprinkhaankapitalisme". Koenders veroordeelde het niveau van de formuleringen, waarna Marijnissen hem aldus karakteriseerde. Toen Koenders bij zijn vertrek uit de zaal aan Marijnissen opheldering verzocht, stuurde Marijnissen hem met een nonchalant gebaar weg bij zijn bankje, volgens de minister met de woorden "Ga de Kamer uit. Je hebt hier niets te zoeken.". Volgens SP-leider Kant betrof het "een keurig Nederlands woord".

## Persoonlijk
Jan Marijnissen is getrouwd met Mari-Anne van Schijndel. Zij was namens de SP raadslid en wethouder in Oss. Hun enige kind Lilian Marijnissen was Kamerlid en politiek leider van de SP van 2017 tot eind 2023.

## Onderscheidingen
- Machiavelliprijs (2008)
- Politicus van het jaar (2006)[18]
- Dutchbloggie (2006), categorie 'beste politieke weblog'

## Trivia
- Marijnissen heeft verschillende bijnamen verwijzend naar zijn geboorteplaats zoals het orakel van Oss en de tovenaar uit Oss.
- In 1997 sprak Marijnissen zich uit vóór een republiek, maar tegen het Republikeins Genootschap.[19]
- In 2005 werd het door Marijnissen geïntroduceerde woord 'sorrydemocratie' opgenomen in de Dikke van Dale.
- Hij beschouwt zichzelf als een agnost.[20]
- Op 25 juli 2010 was hij de gast in de televisieserie van de VPRO Zomergasten.

### Gastrol
- Het Sinterklaasjournaal (2012), pontbaas